# Баубо
Баубо (др.-греч. Βαυβώ) — персонаж древнегреческой мифологии, связанный с элевсинскими мистериями. 
Жительница Элевсина, радушно приняла Деметру, угостила её кикеоном. Та отказалась пить, но когда Баубо показала богине вульву, обрадовалась и выпила. В некоторых мифах считается царицей, матерью Триптолема. Её история близка к истории служанки Ямбы. По М. П. Нильсону, Баубо — имя из орфических мистерий, а не элевсинских.
Согласно версии cantadora, сказительницы, это была не совсем женщина: головы у неё не было, соски заменяли ей глаза, а влагалище — рот.